# بازی‌های آسیایی زمستانی ۱۹۸۶
بازی‌های آسیایی زمستانی ۱۹۸۶ نخستین دوره بازی‌های آسیایی زمستانی بود که از ۱ تا ۸ مارس ۱۹۸۶ در ساپورو استان هوکایدو ژاپن برگزار شد. کمیته ملی المپیک ژاپن بود که برای نخستین بار در سال ۱۹۸۲ ایده برگزاری بازی‌های آسیایی زمستانی را مطرح نمود. کمیته المپیک آسیا در ۱۹۸۴ در سئول کره جنوبی تصمیم گرفت تا میزبانی نخستین دوره بازی‌های آسیایی زمستانی را به ژاپن بدهد.

## بازی‌ها

### کشورهای شرکت‌کننده
کمیته‌های ملی المپیک ۷ کشور اقدام به اعزام ورزشکار به بازی‌های آسیایی زمستانی ۱۹۸۶ ساپورو نمودند.
- چین (۶۳)
- هنگ کنگ (۴)
- هند (۱۴)
- ژاپن (۹۲)
- مغولستان (۴)
- کره شمالی (۵۱)
- کره جنوبی (۶۵)

### رشته‌های ورزشی
در مجموع ۳۵ رویداد در ۷ رشته ورزشی در نخستین دوره بازی‌های آسیایی زمستانی برگزار می‌شد. مسابقات پرش با اسکی نیز به صورت غیررسمی انجام می‌شد.
- اسکی آلپاین (۴)
- بیاتلون (۳)
- اسکی صحرانوردی (۶)
- اسکیت نمایشی (۴)
- هاکی روی یخ (۱)
- اسکیت سرعت مسیر کوتاه (۸)
- اسکیت سرعت (۹)

رشته‌های ورزشی غیررسمی
- اسکی پرش (۱)

## جدول مدال‌ها
کشور میزبان
| رتبه  | کشور            | طلا | نقره | برنز | مجموع |
| ۱     | ژاپن (JPN)      | ۲۹  | ۲۳   | ۶    | ۵۸    |
| ۲     | چین (CHN)       | ۴   | ۵    | ۱۲   | ۲۱    |
| ۳     | کره جنوبی (KOR) | ۱   | ۵    | ۱۲   | ۱۸    |
| ۴     | کره شمالی (PRK) | ۱   | ۲    | ۵    | ۸     |
| مجموع | مجموع           | ۳۵  | ۳۵   | ۳۵   | ۱۰۵   |